# All'arrembaggio Sandokan!
All'arrembaggio Sandokan! (Sandokan) è una serie televisiva a disegni animati prodotta dalla BRB Internacional e da Telecinco nel 1992, liberamente ispirata ai racconti di Emilio Salgari. Si compone di 26 episodi. Nel 1995 è stato realizzato il film: La principessa e il pirata, rieditando alcune puntate. In Italia il cartone animato è stato trasmesso su Canale 5 dal 20 giugno al 19 luglio 1994 all'interno di Bim bum bam. Questa serie animata riprende le classiche avventure di Sandokan, prendendosi però diverse libertà: innanzitutto tutti i personaggi sono interpretati da animali antropomorfi; in secondo luogo il protagonista, Sandokan, è dotato di uno sguardo magnetico, tanto potente da permettergli di domare anche le tigri.

## Lista episodi
1. I pirati di Mompracem
2. La traversata
3. Marianna
4. Caccia ai pirati
5. Ritorno a Mompracem
6. La ribellione dei dayachi
7. Le spiagge di Labuan
8. Nella bocca del leone
9. Il piano di Yanez
10. Il tranello
11. Mompracem è in pericolo
12. La liberazione
13. Il sequestro
14. Alla ricerca di Darma
15. Divisioni
16. La battaglia nella palude
17. In trappola
18. La fuga
19. Una spiacevole sorpresa
20. Un'idea geniale
21. Il rapimento di Marianna
22. Sandokan prigioniero
23. Le pillole mortali
24. Ancora insieme
25. Lord Guillonk è libero
26. Doppio matrimonio

## Edizione italiana

### Doppiaggio
- Sandokan: Marco Balzarotti
- Marianna: Marcella Silvestri
- Yanez: Mario Scarabelli
- Sambigliong: Tony Fuochi
- Patan: Stefano Albertini
- Malko: Salvatore Landolina
- Crackers: Riccardo Peroni
- Giro Batol: Aldo Stella
- Lord James: Antonio Paiola
- William: Giovanni Battezzato
- Surama: Patrizia Scianca

### Sigla italiana
- "All'arrembaggio Sandokan!" testo di Alessandra Valeri Manera, musica di Carmelo "Ninni" Carucci e cantata da Cristina d'Avena.